# Baszyny
Baszyny – wieś w Polsce położona w województwie wielkopolskim, w powiecie krotoszyńskim, w gminie Krotoszyn.
Miejscowość leżała w obrębie księstwa krotoszyńskiego (1819-1927), którym władali książęta rodu Thurn und Taxis. W okresie Wielkiego Księstwa Poznańskiego (1815-1848) miejscowość należała do wsi większych w ówczesnym pruskim powiecie Krotoszyn w rejencji poznańskiej. Baszyny należały do okręgu krotoszyńskiego tego powiatu i stanowiły odrębny majątek, którego właścicielem był wówczas książę Maximilian Karl von Thurn und Taxis. Według spisu urzędowego z 1837 roku wieś liczyła 110 mieszkańców, którzy zamieszkiwali 9 dymów (domostw).
W latach 1975–1998 miejscowość administracyjnie należała do województwa kaliskiego.
| SIMC    | Nazwa   | Rodzaj                 |
| ------- | ------- | ---------------------- |
| 0201684 | Ugrzele | część wsi (do 2023 r.) |
| 0201690 | Witki   | część wsi (do 2022 r.) |

## Urodzeni w Baszynach
- Władysław Miśkiewicz  – polski wojskowy, uczestnik powstania styczniowego, powstania wielkopolskiego i wojny krymskiej, żołnierz Legii Cudzoziemskiej[10].